# کاخ کوئلوز

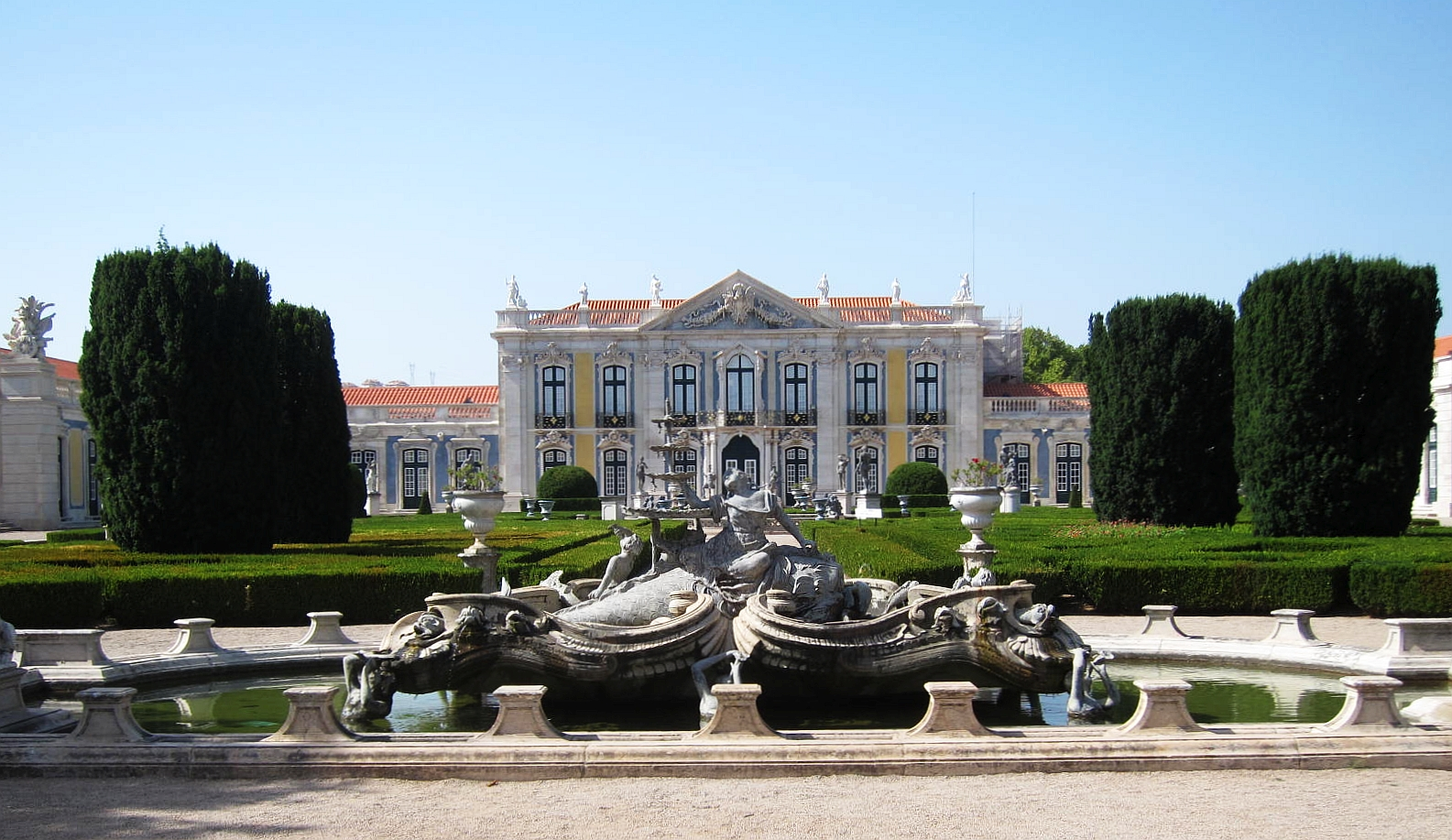
نمایی از کاخ کوئلوز.

کاخ کوئلوز (به پرتغالی: Palácio de Queluz) کاخی متعلق به سده ۱۸ (میلادی) در ناحیه لیسبون، پرتغال است. معماری این کاخ در سبک روکوکو بود.